# Frits van Hall
Frederik Jan (Frits) van Hall (Suikerfabriek Bodja bij Semarang, 8 mei 1899 – Gleiwitz, 18 januari 1945) was een Nederlandse beeldhouwer.

## Leven en werk
Van Hall werd in 1899 geboren op het eiland Java in voormalig Nederlands-Indië. De familie Van Hall keerde in 1905 terug naar Nederland. Van Hall studeerde van 1918 tot 1923 beeldhouwkunst bij Jan Bronner aan de Rijksakademie van beeldende kunsten in Amsterdam. In 1923 won hij, kort na zijn afstuderen, de gouden medaille van de Prix de Rome en hij verbleef in 1924 in Rome. In 1931 verhuisde de echtgenote van Frits van Hall, de schilderes Jeanne Brandsma, vergezeld door haar moeder en kinderen, naar Cagnes-sur-Mer in Frankrijk vanwege haar werk. Frits van Hall verbleef hier ook vaak maar had hiernaast samen Jan Havermans zijn atelier in de voormalige pastorie aan de Spaarndammerdijk. Tussen 1933 en 1936 werkte hier de Russisch-Joodse beeldhouwer Moisej Kogan, die destijds in Amsterdam resideerde. Kogan had een aanzienlijke invloed op de stijl van het werk van Van Hall. In 1939 vertrokkenen Van Hall en zijn vriend, de schrijver Walter Brandligt, samen met hun families uit Cagnes-sur-Mer terug naar Nederland, waar zij later deelnamen aan het verzet. Van Hall en zijn echtgenote woonden tot 1943 in Sloterdijk.
Van Hall was lid van de Nederlandse Kring van Beeldhouwers en nam in 1941 deel aan de herdenkingstentoonstelling voor de in 1939 overleden beeldhouwer Joseph Mendes da Costa. Vele leden zegden begin 1942 hun lidmaatschap van de Kring op en weigerden, na de instelling van de Nederlandsche Kultuurkamer in november 1941, de Ariërverklaring te ondertekenen.
Van Hall speelde een actieve rol in het kunstenaarsverzet en werd in 1943 gearresteerd en opgesloten in Kamp Vught. Op 24 mei 1944 werd hij naar het concentratiekamp Dachau gedeporteerd en later naar Auschwitz. Hij werd op 18 januari 1945, na de ontruiming van Auschwitz, tijdens de dodenmars langs de weg gefusilleerd in Gleiwitz in Polen.
Frits van Hall was de biologische vader van de musicus, regisseur en toneelschrijver Lodewijk de Boer (1937 - 2004), geboren uit een relatie met Agnes A.M. Lichtveld, een jongere zus van schrijver Albert Helman. Hij was een neef van de latere Amsterdamse burgemeester Gijs van Hall en een broer van danseres Suzy van Hall, in de Tweede Wereldoorlog de gezellin van Gerrit van der Veen.

## Werken (selectie)
- De kunstenaar en de muze (1927), voorgevel Stadhouderskade 86, Amsterdam
- Ot en Sien (1930), Beeldenroute Zuiderpark Den Haag
- Kinderhof: Meisje met kat en vogel (1931)[5], Muzenplein in Amsterdam - van Hall maakte een van de negen beelden
- Beeldhouwwerk stadhuis (1933), Enschede - in samenwerking met de architect Gijsbert Friedhoff
- Monument Indië-Nederland (1935)[6], Olympiaplein/Apollolaan in Amsterdam - voormalig Van Heutsz Monument in samenwerking met architect Gijsbert Friedhoff
- Monument Moerdijkbrug (1936) bronzen sculptuur, Moerdijkbruggen; de sculptuur is geïntegreerd in het monument van 1978 in de gemeente Moerdijk
- Houtsculptuur (1937/38), achtervestibule promenadedek van het passagiersschip Nieuw Amsterdam (1938)
- Mr. Harm Smeenge Monument, reliëf (1938), Wilhelminapark, Meppel
- Rechtvaardigheid of Justitia (1938)[7], Grote Markt, Bergen op Zoom
- Ulricus Huber (1938), bij de gebouwen van de Hoge Raad der Nederlanden, achtereenvolgens aan het Plein, in de Kazernestraat en aan het Korte Voorhout, Den Haag
- Onvoltooide sculptuur (1940)[8], opdracht aan Hildo Krop en Van Hall voor het Apollo Huis aan de Apollolaan, Amsterdam

## Fotogalerij

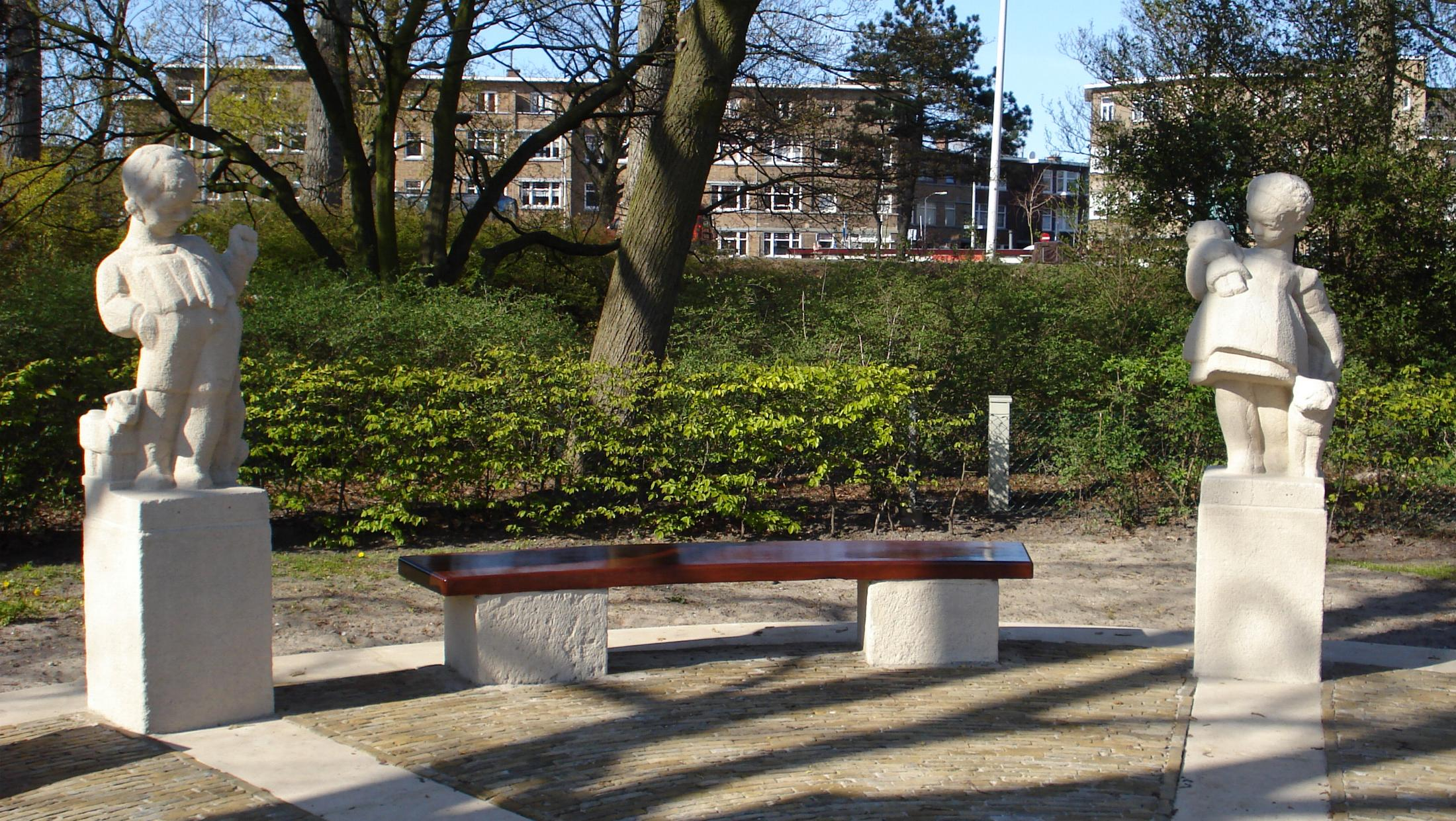
Ot en Sien (1930), Den Haag
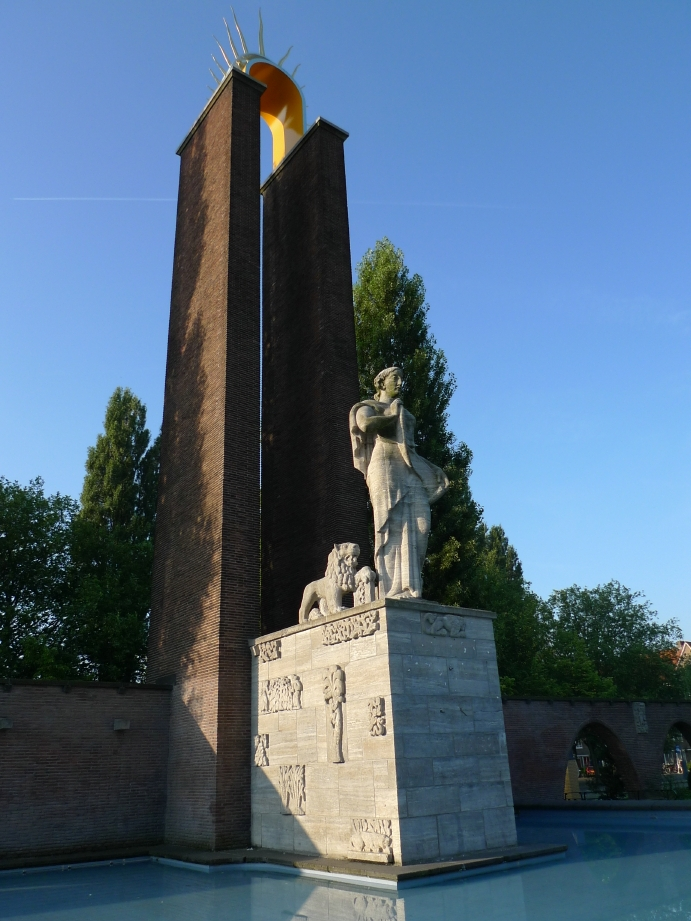
Monument Indië-Nederland (1935), Amsterdam
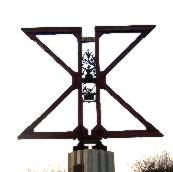
Monument Moerdijkbrug (waarin opgenomen een sculptuur van Van Hall uit 1936), 1978
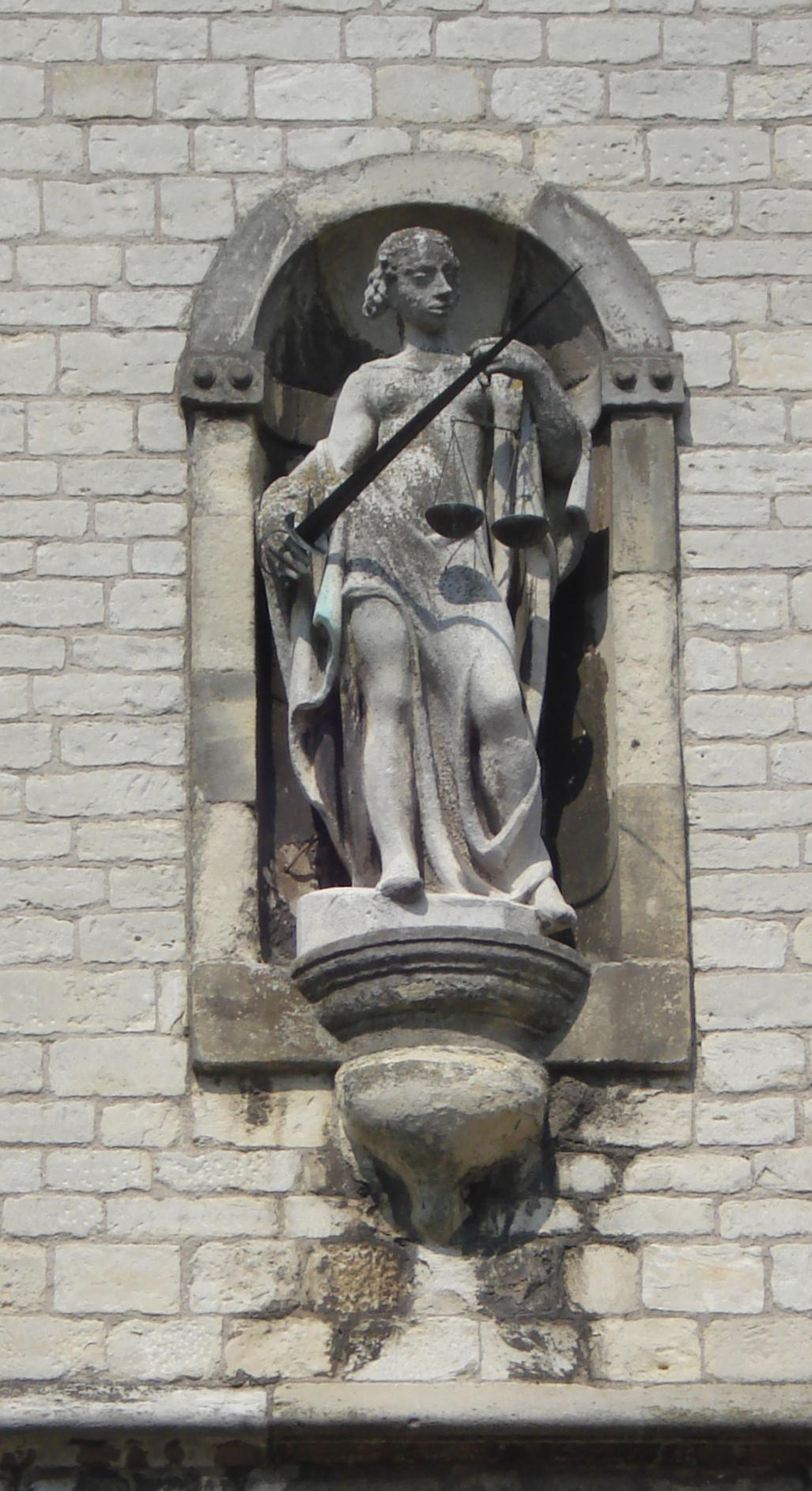
Rechtvaardigheid (1938), Bergen op Zoom
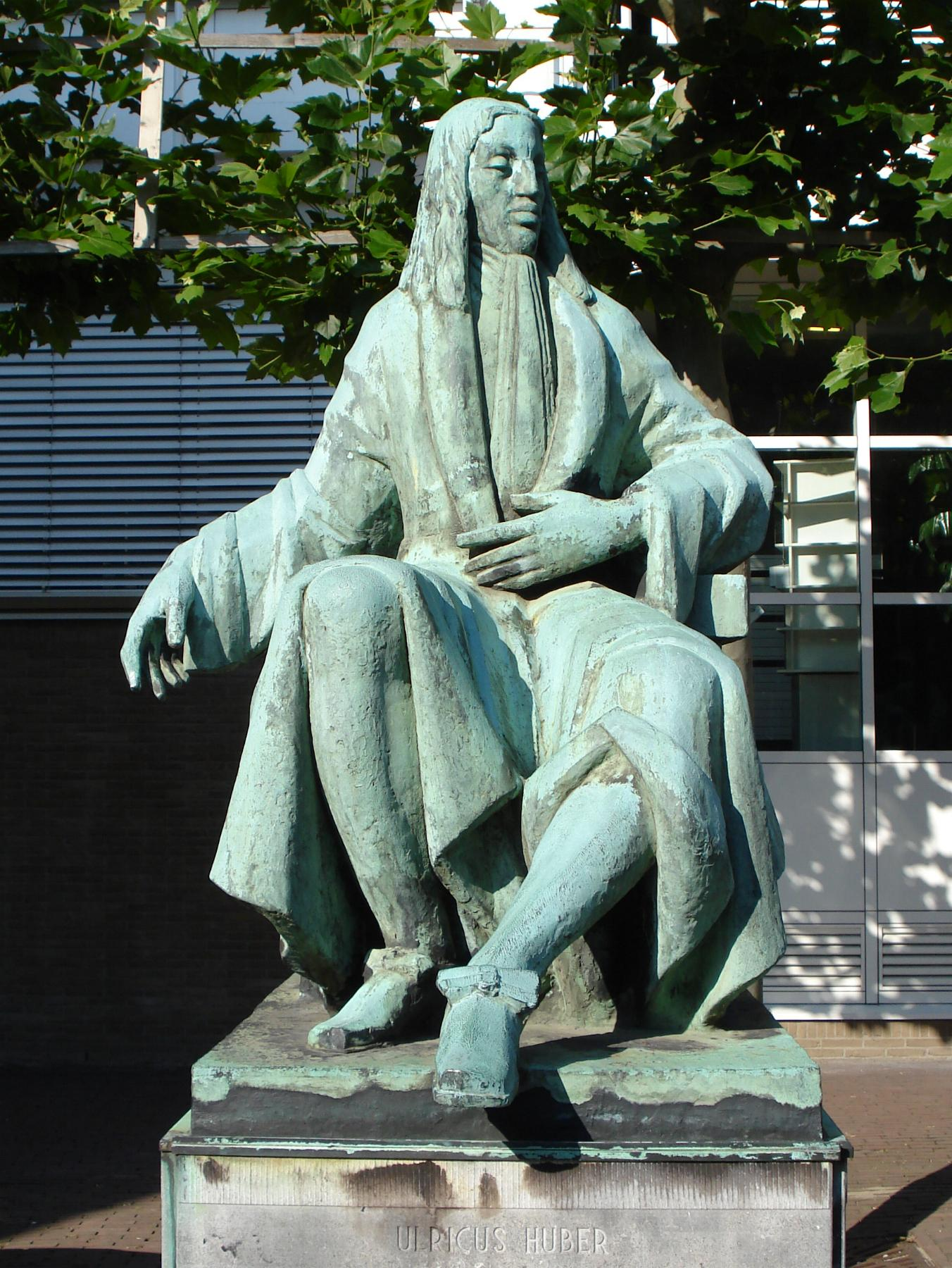
Ulricus Huber (1938), Den Haag